# Géza Jeszenszky
Géza Jeszenszky (ur. 10 listopada 1941 w Budapeszcie) – węgierski historyk i dyplomata, minister spraw zagranicznych Republiki Węgierskiej (1990–1994).

## Życiorys
Urodził się w rodzinie o wielopokoleniowych tradycjach. Jego ojciec Zoltan był wykładowcą prawa na Uniwersytecie w Budapeszcie. W 1956 wziął udział w rewolucji węgierskiej. W latach 1961–1966 studiował historię, filologię angielską i bibliotekoznawstwo na Uniwersytecie Loránda Eötvösa w Budapeszcie (ELTE). W 1980 uzyskał stopień kandydata nauk historycznych w Węgierskiej Akademii Nauk.
Po ukończeniu studiów w 1966 pracował jako nauczyciel, następnie w Bibliotece Narodowej im. Széchényiego. W latach 1971–1973 odbył stypendium badawcze w Instytucie Historii Węgierskiej Akademii Nauk. W 1976 rozpoczął pracę dla Uniwersytetu Ekonomicznego im. Karola Marksa w Budapeszcie, m.in. jako wykładowca historii stosunków międzynarodowych (od 1981) oraz dziekan Wydziału Nauk Społecznych i Politycznych (od 1989). W latach 1984–1986 wykładał w Uniwersytecie Kalifornijskim jako visiting professor – nauczał historii Europy Środkowej i Wschodniej.
W 1988 znalazł się wśród założycieli Węgierskiego Forum Demokratycznego. W 1990 został mianowany ministrem spraw zagranicznych w rządzie Józsefa Antalla. Za jego kadencji dokonano rozwiązania Układu Warszawskiego oraz wycofania wojsk sowieckich z terenu kraju. Węgry przystąpiły do Rady Europy, Grupy Wyszehradzkiej oraz Inicjatywy Środkowoeuropejskiej, a także stały się stroną układu stowarzyszeniowego ze Wspólnotami Europejskimi. Rozpoczęto starania o włączenie do struktur euroatlantyckich, zakończone powodzeniem (w latach 1999 i 2004).
W wyborach 1994 uzyskał mandat posła do Zgromadzenia Narodowego i wraz z MDF znalazł się w ławach opozycji. W 1995 został prezesem Węgierskiej Rady Atlantyckiej. Od 1998 do 2002 pełnił misję jako ambasador nadzwyczajny i pełnomocny w USA.
We wrześniu 2002 powrócił do pracy wykładowcy na Budapeszteńskim Uniwersytecie Ekonomii i Administracji Publicznej. Wykładał jako visiting professor w Kolegium Europejskim w Natolinie oraz Uniwersytecie Babes-Bolyai w Cluj-Napoca. Od 2011 pełnił misję jako ambasador w Norwegii.
Żonaty, ma córkę i syna. Jest miłośnikiem gór oraz prezesem Węgierskiego Towarzystwa Karpackiego.
W 2016 odznaczony Krzyżem Komandorskim Orderu Zasługi Rzeczypospolitej Polskiej.

## Wybrane publikacje
- The Outlines of the History of International Relations in the 20th Century, Közgazdasági Továbbképző Intézet, Budapest 1984.
- Az elveszett presztízs. Magyarország megítélésének megváltozása Nagy-Britanniában, 1894-1918, Magvető Könyviadó, Budapest 1986
- The New (Post-Communist) Europe and Its Ethnic Problems, Kairosz, Budapest 2005
- A politikus Antall József – az európai úton. Tanulmányok, esszék, emlékezések a kortársaktól, Mundus Magyar Egyetemi Kiadó, Budapest 2006.